# 亜硝酸菌
亜硝酸菌（あしょうさんきん）とは土壌中のアンモニアを亜硝酸に酸化する細菌と古細菌の総称。アンモニア酸化細菌とも呼称される。
生物体やその排出物が腐敗して生じるアンモニアを亜硝酸に変え、その際発生するエネルギーを炭酸同化に用いる。反応式は以下の通りである。
2NH3 + 3O2 → 2HNO2 + 2H2O + 158 kcal (660 kJ)
亜硝酸(HNO2)はさらに硝酸菌（亜硝酸酸化細菌）により硝酸（HNO3）に変えられる。そのため、亜硝酸菌と硝酸菌は併せて硝化菌（英：Nitrifying bacteria）とも呼ばれる。
一般に、植物はアンモニア態窒素より硝酸態窒素を好み、栄養として硝酸を根から吸収するため、亜硝酸菌を含む硝化菌の存在は植物の生育に深く関与する。嫌気条件では、硝酸は脱窒菌によって窒素にまで還元され大気中に戻っていく。このように亜硝酸菌は自然界における窒素循環の一端を担う重要な役割を果たしている。

## 亜硝酸細菌
ベータプロテオバクテリアやガンマプロテオバクテリアが主で、アンモニア酸化細菌 (ammonia oxidizing bacteria, AOB)と呼ばれる。亜硝酸古細菌よりも存在量は少ないが、増殖速度が速く、アンモニア濃度の高い環境では亜硝酸細菌が有利とされる。培養は亜硝酸古細菌に比べれば比較的容易で、ニトロソモナスなどが記載されている。

## 亜硝酸古細菌
アンモニア酸化古細菌 (ammonia oxidizing archaea, AOA) と呼ばれる。分類上はタウム古細菌に含まれる。培養が困難で、Nitrososphaera viennensisやNitrosopumilus maritimusなど5種のみが記載されている。メタゲノム解析から、実際の存在量は亜硝酸細菌よりも数桁多いと推定されているが、実に2005年まで未発見であった。低濃度のアンモニアも利用可能で、一般にアンモニア濃度の低い環境では亜硝酸古細菌が有利とされる。